# Simone Deromedis
Simone Deromedis, né le 4 février 2000, est un skieur acrobatique italien. Il est spécialiste des épreuves de skicross. Il devient champion du monde de la discipline en 2023.

## Palmarès en ski acrobatique

### Championnats du monde
| Épreuve / Édition | Bakuriani 2023 |
| Skicross          | Or             |

### Coupe du monde
- Meilleur classement en skicross : 11e en 2022.
- 16 podiums dont 5 victoires.

| Saison / Épreuve | Skicross                         |
| ---------------- | -------------------------------- |
| 2023-2024        | Saint-Moritz Bakouriani          |
| 2024-2025        | Val Thorens Veysonnaz Bakouriani |